# Osumihalvøen
Osumihalvøen (大隅半島 Oosumi Hantou) projekterer syd fra den japanske ø Kyushu og omfatter det sydligste punkt på øen, Kap Sata. Dens østkyst ligger ved Stillehavet, mens den mod vest vender mod Satsumahalvøen på den anden side af Kagoshimabugten. Politisk er det en del af Kagoshima-præfekturet.
Siden 1914 har en landbro forbundet Sakurajima-øen med det nordvestlige af halvøen.